# Here Comes the Cowboy (álbum de Mac DeMarco)
Here Comes the Cowboy es el quinto álbum de estudio de larga duración del cantautor y multiinstrumentista Mac DeMarco, lanzado el 10 de mayo de 2019 a través de Mac's Record Label (su discográfica).

## Recepción crítica
Here Comes the Cowboy recibió críticas polarizadas tras su lanzamiento por parte de críticos y fanáticos. Si bien algunos críticos notaron la madurez musical de DeMarco y la producción minimalista, la mayoría de los críticos estaban divididos sobre el ritmo más lento y la falta de enfoque del álbum. Thomas Hobbs de NME dijo sobre el álbum: " Here Comes the Cowboy sugiere que Mac DeMarco está listo para explorar temas más maduros y crecer más allá de la imagen más relajada que ha ayudado a convertir en un elemento básico de la cultura pop. El ritmo más lento de este disco no será para "Todos, igual de modesto que no lo fue This Old Dog pero, si lo dejáis, este disco os transportará a un lugar tranquilo y reflexivo en un momento de gran caos, eso seguro que me suena bien". Joe Levy de Rolling Stone  , calificó las canciones como "austeras, meditativas, solitarias y obstinadamente aisladas, como pasar 45 minutos acariciando a un gato. Una búsqueda estática de consuelo".
En una reseña generalmente mixta, Timothy Monger de AllMusic dijo sobre el álbum: "Con la tapa de los botones con la cara feliz del teléfono con cámara y su producción minimalista, Here Comes the Cowboy es un disco heterogéneo acosado por una falta de rumbo general en la que algunos astutos bajos- Las gemas clave tienen que compartir el autobús con unos cuantos cacharros tontos que probablemente deberían haberse quedado en la bóveda". Rachel Aroesti de The Guardian señaló que Here Comes the Cowboy puede conservar algo de la simplicidad cautivadora y la universalidad emocional que se ha convertido en la marca registrada de DeMarco, pero en última instancia es un álbum que no logra dar una cálida bienvenida al oyente a su mundo ".

### Clasificaciones de fin de año
| Publication | List                       | Rank | Ref.   |
| ----------- | -------------------------- | ---- | ------ |
| GQ (Russia) | The 20 Best Albums of 2019 |      | [ 13 ] |

## Recepción comercial
Here Comes the Cowboy debutó en el número 10 del Billboard 200 de EE. UU. con 27.000 unidades equivalentes a álbumes , de las cuales 20.000 fueron ventas puras de álbumes. Es el primer álbum top 10 de DeMarco en Estados Unidos.
En enero de 2023, el tema "Heart to Heart" se convirtió en un éxito viral en TikTok. Como resultado, la canción se convirtió en la primera de DeMarco en aparecer en el Billboard Hot 100, alcanzando el puesto 83 después de lograr más de 5,8 millones de reproducciones en una semana en los EE. UU.

## Lista de canciones
Todas las canciones escritas y compuestas por Mac DeMarco. 
| N.º   | Título                  | Duración |  |
| 1.    | «Here Comes the Cowboy» | 3:00     |  |
| 2.    | «Nobody»                | 3:32     |  |
| 3.    | «Finally Alone»         | 2:25     |  |
| 4.    | «Little Dogs March»     | 2:29     |  |
| 5.    | «Preoccupied»           | 4:00     |  |
| 6.    | «Choo Choo»             | 2:39     |  |
| 7.    | «K»                     | 3:33     |  |
| 8.    | «Heart to Heart»        | 3:31     |  |
| 9.    | «Hey Cowgirl»           | 2:16     |  |
| 10.   | «On the Square»         | 3:29     |  |
| 11.   | «All of Our Yesterdays» | 4:04     |  |
| 12.   | «Skyless Moon»          | 4:05     |  |
| 13.   | «Baby Bye Bye»          | 7:29     |  |
| 42:24 |                         |          |  |

Notes
- "Heart to Heart" presenta la voz no acreditada de Mac Miller.

## Personal
Adaptado de las notas del álbum.
- Mac DeMarco – todos los instrumentos y voces, producción, mezcla, y ingeniería

## Gráficos
| Gráfico (2019)                          | Posición más alta |
| --------------------------------------- | ----------------- |
| Australia (ARIA)                        | 25                |
| Bélgica (Ultratop flamenca)             | 22                |
| Bélgica (Ultratop valona)               | 98                |
| Canadá (Billboard Canadian Albums)      | 24                |
| Países Bajos (Album Top 100)            | 42                |
| Francia (SNEP)                          | 112               |
| Irlanda (IRMA)                          | 37                |
| Lithuanian Albums (AGATA)               | 6                 |
| Escocia (Scottish Albums Chart)         | 15                |
| Suiza (Schweizer Hitparade)             | 58                |
| Reino Unido (UK Albums Chart)           | 23                |
| Estados Unidos (Billboard 200)          | 10                |
| Estados Unidos (Independent Albums)     | 2                 |
| Estados Unidos (Top Alternative Albums) | 2                 |
| Estados Unidos (Top Rock Albums)        | 3                 |